# Branew Ordynacka
Branew Ordynacka – wieś sołecka w Polsce położona w województwie lubelskim, w powiecie janowskim, w gminie Dzwola.
Do 31 grudnia 2014 Branew – wieś w Polsce położona w województwie lubelskim, w powiecie janowskim, w gminie Dzwola. 
Miejscowość została zniesiona z dniem 1 stycznia 2015 z jednoczesnym utworzeniem dwóch nowych miejscowości: Branew Ordynacka i Branew Szlachecka.